# Szűz Mária istenanyaságának ünnepe

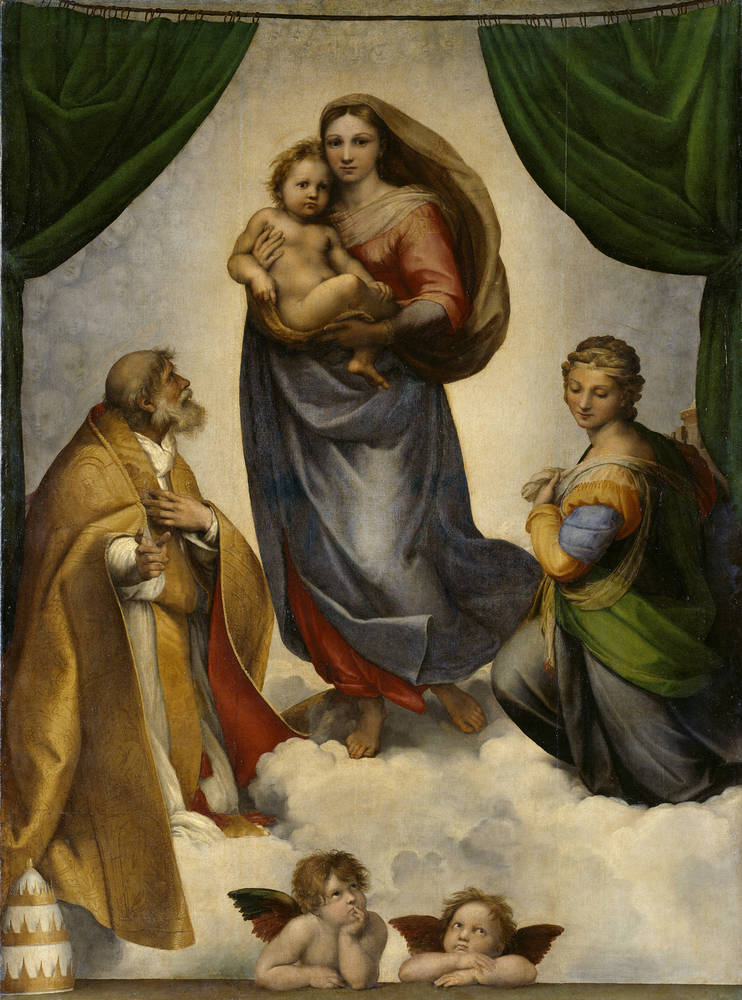
Raffaello Sanzio: Sixtusi Madonna (1513–1514) 265×196 cm, olaj

Szűz Mária istenanyaságának ünnepe, az Istenanya, Mária ünnepe vagy Szűz Mária, Isten anyja ünnepe Szűz Mária egyik nagy ünnepe, amelyet január 1-jén, karácsony nyolcadnapján tart a római katolikus egyház, Jézus körülmetélkedésére emlékezve. Számos országban ez a nap a fogadalmak napja.

## Az ünnep elterjedése
Az ünnep a keresztény világ keleti részén korábban megjelent, mint nyugaton, de az 5. századra már elterjedt frank földön és az Ibériai-félszigeten is, s a karácsony előtti vasárnapra esett. Rómában a 7. század előtt kezdték január 1-jén ünnepelni Szűz Mária anyaságát. Itt szentelték fel ezen a napon az első római Mária templomot, a Santa Maria Antiquát. Január 23-án a késő középkortól a Boldogasszony menyegzője (Mária Szent Józseffel való eljegyzése) ünnepet is ünnepelték, és a két ünnepről január hónapot magyarul Boldogasszony hava néven is nevezték, ami a nép kalendáriumokban később is megmaradt.
A Mária anyaságának ünnepe helyére a 13–14. századtól egyes országokban a gyermek Jézus körülmetélésének ünnepe (más néven Jézus névadása) került át. Ez az egész katolikus egyházban elterjedtté vált, miután 1570-ben V. Piusz pápa kihirdette a Római Missalét. Így ez az ünnep teljesen átvette Mária anyaságának január 1-jei ünnepének helyét.
1914-ben Portugáliában ismét megszületett „Szűz Mária istenanyaságának” ünnepe, és október 11-én tartották. 1931-ben XI. Piusz pápa az egész katolikus egyház ünnepévé rendelte, és október 11. lett a napja. 
A második vatikáni zsinatot követően, 1974-ben VI. Pál pápa Krisztus körülmetélésének ünnepét eltávolította a liturgiai naptárból, és eredeti helyére visszakerült "az Istenanya, Mária ünnepe". A tradicionalista katolikusok viszont továbbra is október 11-én, az eredeti elnevezést („Szűz Mária istenanyasága”) használva ünnepelnek.

## Teológia
Az „Istenanya” elnevezés a görög theotokosz (istenszülő) szóból ered. A „theotokosz” kifejezést Epheszoszban az  ökumenikus zsinaton fogadták el. Ezzel kinyilvánították Jézus isteni voltát, s ebből következőleg azt, hogy Jézus szavai Isten szavai voltak. Így ha Mária Jézus anyja, ő Isten anyja.

## Külső hivatkozások
- Január 1-je szentjei
- All About the Solemnity of Mary Mother of God [halott link]
- Diós István: A szentek élete